# فرودگاه آبی ایگنیس
فرودگاه آبی ایگنیس (به انگلیسی: Ignace Water Aerodrome) یک فرودگاه همگانی است که یک باند فرود آب دارد. این فرودگاه در کشور کانادا قرار دارد و در ارتفاع ۴۵۳ متری از سطح دریا واقع شده‌است.